# Arenas Club de Getxo
L'Arenas Club de Getxo és un club de futbol basc del barri de Les Arenes de la ciutat de Getxo, a Biscaia.

## Història
Les primeres manifestacions de futbol a la ciutat daten del 1901, però no fou fins al 1909 quan es fundà l'Arenas Football Club. L'any 1912 va passar a anomenar-se Arenas Club i el 1917 adoptà la denominació definitiva de Arenas Club de Getxo en un intent d'expandir la seva representativitat a la resta de barris de la ciutat.
El club destacà principalment al primer terç de segle xx. Va establir una forta rivalitat amb l'Athletic Club de Bilbao. No fou fins al 1917 que aconseguí vèncer en el Campionat Nord vencent a la resta d'equips bascos. Aquest mateix any fou finalista de la Copa d'Espanya però fou derrotat pel Madrid a la final disputada a Barcelona. Dos anys més tard guanyà el campionat de Biscaia i aquest cop es proclamà campió de Copa en derrotar el FC Barcelona a la final el 18 de maig de 1919 a l'estadi Martínez Campos de Madrid amb un marcador final de 5-2. L'alineació de l'equip fou Jáuregui; Vallana, Careaga; Uriarte, Arruza, José María Peña; Ibaibarriaga, Pagaza, Sesúmaga, Barturen i Florencio Peña. El club encara fou dos cops més finalista de Copa els anys 1925 i 1927.
L'any 1928 l'Arenas fou un dels 10 equips seleccionats per disputar la primera lliga espanyola, en la qual acabà cinquè. La següent temporada, la 1929-30, acabà tercer, la seva millor classificació. Aquells anys el futbol començà a professionalitzar-se i l'Arenas començà a perdre pistonada. Acabà 10è i últim la temporada 1933-34, però l'ampliació de la categoria a 12 equips el salvaren del descens. La següent campanya, però, acabà 12è i perdé la categoria, que mai més tornà a recuperar. En total jugà 7 temporades a primera divisió. El seu darrer gran èxit fou la victòria a la Copa Basca de la temporada 1935-36.
L'any 1944 baixà a Tercera Divisió. Només tornà a pujar a Segona B la temporada 1979-80.

## Dades del club
- Temporades a Primera divisió : 7
- Temporades a Segona divisió : 6
- Temporades a Segona divisió B : 1
- Temporades a Tercera Divisió : 53
- Millor posició a la lliga: 3r (Primera divisió, temporada 29-30)
- Pitjor posició a la lliga: 12è (Primera divisió, temporada 34-35)

## Palmarès
- 1 Lliga de Tercera Divisió (1929-1930)
- 1 Copa del Rei (1919)
- 1 Campionat Regional Nord (1917)
- 3 Campionat de Biscaia de futbol (1919, 1922 i 1927)
- 1 Copa Basca (1936)

## Futbolistes destacats
- Félix Sesúmaga
- Guillermo Gorostiza Paredes
- Pagaza
- Pedro Vallana
- José María Peña
- José María Yermo
- José María Jáuregui
- Robus
- Leonardo Cilaurren
- Raimundo Pérez Lezama
- José María Zárraga

## Entrenadors destacats
- Javier Clemente 1975-76